# Волчковцы (Тернопольская область)
Волчковцы (укр. Вовчківці) — село в Зборовской городской общине Тернопольского района Тернопольской области Украины.
Код КОАТУУ — 6122681301. Население по переписи 2001 года составляло 252 человека.
До 2020 года входило в Зборовский район.

## Географическое положение
Село Волчковцы находится на берегу реки Волчковецкая Стрыпа,
ниже по течению на расстоянии в 3 км расположено село Кабаровцы.

## История
- 1785 год — дата основания.

## Объекты социальной сферы
- Школа I—II ст.
- Клуб.
- Фельдшерско-акушерский пункт.